# Шелоумов Афанасій Іванович
Афана́сій Іва́нович Шелоу́мов (Scheloumoff, Athanas)  (1892, Кам'янець-Подільський — 1983, Штарнберг, Німеччина) — український та російський художник-баталіст.

## Біографія

### Дитинство
Афанасій Шелоумов (Scheloumoff, Athanas) народився 1892 року в Кам'янці-Подільському. 1900 року разом із сім'єю переїхав у Балту Херсонської губернії.
У 1904—1908 роках брав приватні уроки малювання.
З 1908 року навчався в Одеському художньому училищі. Закінчивши училище, продовжив навчання в Петербурзькій академії мистецтв у відомого баталіста Миколи Самокиша. Перша світова війна перервала навчання.

### Перша світова війна
На початку Першої світової війни Шелоумов пішов добровольцем на фронт. Став корнетом 10-го уланського Одеського полку. Під час  громадянської війни він без вагань пристав до Білого руху, воював у 1-му армійському корпусі генерала Кутєпова, з яким і пішов з Криму в еміграцію. Згодом, у 1920 році, він опинився в російському військовому таборі в Галліполі. У 1921 році переїхав в Королівство Сербів, Хорватів і Словенців.

## Творчість
Під час життя в Югославії отримав популярність як художник-баталіст; виконав картини: «Бородінська битва», «Битва під Лейпцигом», «В'їзд Мініна та Пожарського в Москву», «Молитва Шаміля перед битвою», «Останній резерв Добровольчої армії». Писав картини для Музею російської кінноти, який містився в Російському Домі імені російського імператора Миколи II в Белграді, нині цей музей знаходиться в Лейквуді, (Нью-Джерсі, США).
 Шелоумов писав пейзажі російського степу з кіньми та сцени полювання. Автор вівтарних ікон у храмі св. Архангела Михаїла в містечку Великі-Бечекерек. Брав участь в виставках російсько-сербських митців (червень і вересень 1924), Великої виставки російського мистецтва (1930) в Белграді. З групою художників організував пересувну виставку в Белграді та провінції Воєводина, яка мала великий успіх.

З 1945 мешкав у Штарнберзі, неподалік від Мюнхена.

Провів персональні виставки:
 у 1962 році — у Мюнхені: виставка, присвячена 150-річчю Вітчизняної війни 1812 року;
 у 1972 році — в Штарнберзі та Мюнхені: виставка до 80-річного ювілею А. Шелоумова;
 у 1978 році — виставка в Мюнхені, до відкриття Олімпіади; 
у 1978 році — виставка у Венесуелі, в містечку Маракай. 
 у 1979 році — виставка у Штутгарті.
 У 1966 році мюнхенське видавництво «А. Нейманис» випустило портфоліо з репродукціями його батальних картин.
 У 1982 році, в свій 90-річний ювілей отримав звання почесного громадянина Штарнберга і подарував міському управлінню картину «Російська трійка».

Похований на кладовищі Вальдфридхов в місті Штарнберзі. 
У 2006 ряд робіт художника надійшло у фонди Центрального музею збройних сил у Москві від Американо-російського культурно-освітнього і благодійного товариства «Батьківщина».